# دليل حكومة الولايات المتحدة
دليل حكومة الولايات المتحدة هو الدليل الرسمي لـ الحكومة الفيدرالية للولايات المتحدة، ويتم نشره سنويًا بواسطة مكتب السجل الفيدرالي ويتم طباعته ويتم توزيعها بواسطة مكتب النشر لحكومة الولايات المتحدة. صدرت الطبعة الأولى عام 1935؛ قبل إصدار 1974 كان يُعرف باسم دليل منظمة حكومة الولايات المتحدة.
يوفر "الدليل" معلومات شاملة عن أجهزة السلطات التشريعية والقضائية والتنفيذية. ويتضمن أيضًا معلومات عن الوكالات شبه الرسمية؛ المنظمات الدولية التي تشارك فيها الولايات المتحدة؛ والمجالس واللجان. تتضمن الملاحق قائمة بمختصرات الوكالات وقائمة تراكمية بالوكالات التي تم إنهاؤها أو نقلها أو تغيير اسمها منذ عام 1933.
يتضمن الوصف النموذجي للوكالة الفيدرالية ما يلي:
- نبذة تاريخية عن الهيئة بما في ذلك سلطتها التشريعية أو التنفيذية.
- وصف لبرامجها وأنشطتها.
- قائمة المسؤولين على رأس وحدات التشغيل الرئيسية.
- بيان موجز عن غرض الوكالة ودورها في الحكومة الاتحادية.
- معلومات وعناوين ومواقع إلكترونية وأرقام هواتف لمساعدة المستخدمين في العثور على معلومات تفصيلية عن الأنشطة الاستهلاكية والعقود والمنح والتوظيف والمطبوعات وغيرها من الأمور ذات الاهتمام العام.

منذ عام 2011، تم تقديم "الدليل" مجانًا عبر الإنترنت، في طبعة يتم تحديثها باستمرار. تم إيقاف النسخة المطبوعة السنوية من الدليل في عام 2015.
يقدم الموقع الرسمي لحكومة الولايات المتحدة نسخ PDF قابلة للتنزيل مجانًا للفترة 1995-1996 وجميع الإصدارات اللاحقة حتى الوقت الحاضر.

## روابط خارجية
- دليل حكومة الولايات المتحدة,النسخة الرسمية عبر الإنترنت من دليل حكومة الولايات المتحدة، والتي يتم تحديثها باستمرار.
- دليل حكومة الولايات المتحدة,ملفات PDF رسمية قابلة للتنزيل مجانًا من الإصدارات السنوية المطبوعة، من عام 1995 إلى الوقت الحاضر.
- أدلة حكومة الولايات المتحدة, 1935-1951 نسخة محفوظة 14 فبراير, 2012 على موقع واي باك مشين.